# Gan Ji

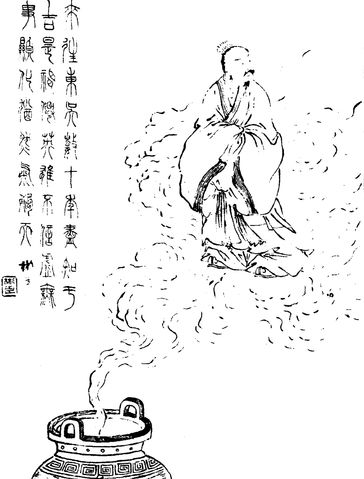
Retrato de Gan Ji de la Dinastía Qing

Gan Ji (chino tradicional: 干吉) fue un sacerdote taoísta que vivió durante la Dinastía Han Oriental. Y, según el Libro de Han Posterior de Fan Ye, durante el reinado del Emperador Shun de Han. No se sabe cuándo nació, pero sí que murió en el año 200. Se cree que Yu Ji (于吉), un personaje del Romance de los Tres Reinos de Luo Guanzhong está inspirado en él.

## En elRomance de los Tres Reinos

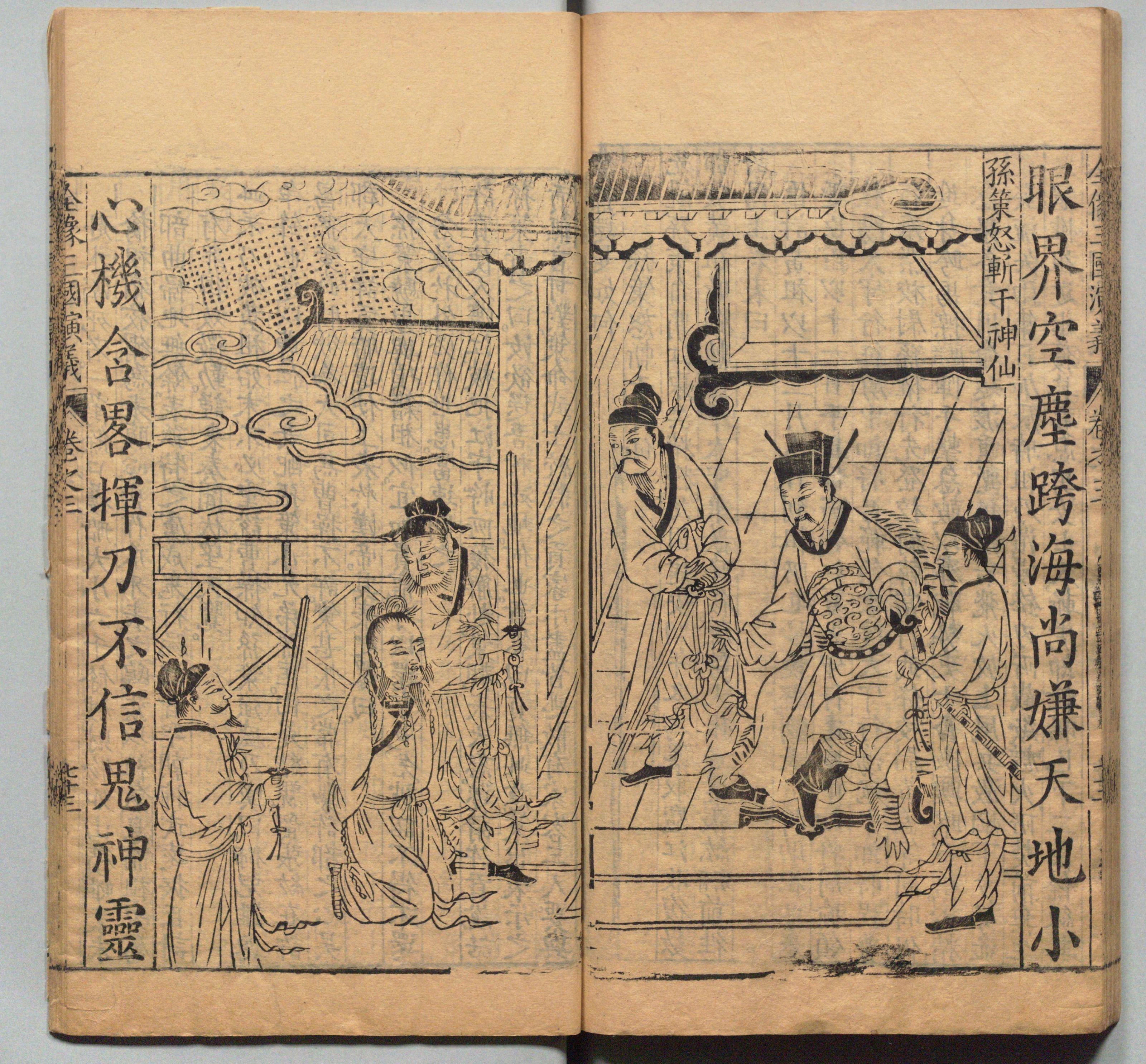
La nueva publicación corrige la versión antigua del texto grande y explica la evolución popular de las tres costumbres nacionales.

En la novela, Yu Ji vivía en la región de Jiangdong y  se dedicaba a hablar con soldados y ciudadanos haciéndoles creer que era mago y curandero. El señor de Jiandong, Sun Ce, oyó que Yu Ji era mago y comenzó a sospechar de él cryendo que estaba maldiciedo al pueblo, por lo que lo acusó de herejía y lo ejecutó. Tras esto, el espíritu de Yu Ji volvió para cazar a Sun Ce y le causó la muerte por shock.
Algunas personas dudan de la relación entre Yu Ji y Gan Ji basándose en la vida de Gan Ji. Pero sí es cierto que Gan Ji y Sun Ce se conocieron en la vida real, pero no quiere decir que Sun Ce lo matara, solamente unos pocos textos históricos lo afirman. Y para estos texos Gan Ji no es un alma inocente que muere por la tiranía de un señor. En  Jiangbiao Zhuan Sun Ce afirma que Gan Ji es engañoso con el pueblo. 

## Actualidad
En el juego Dynasty Warriors 5, aparece Yu Ji, que se puede considerar Gan Ji,  enfrentándose como Sun Ce tal como se relata en el romance. 
La película El hombre extraño (The Weird Man) de la compañía Shaw Brothers está basada en él, y al igual que el juego también relata la escena en que es ejecutado por Sun Ce y como su espíritu vuelve y lo mata.